# Flughafen Rivera

i7
i11
i13
Der Aeropuerto Internacional de Rivera "Presidente Gral. (PAM) Oscar D. Gestido" (IATA-Flughafencode: RVY, ICAO-Flughafencode: SURV), auch Aeropuerto Internacional Cerro Chapeau genannt, ist ein Flughafen in Uruguay.
Der am 16. Juni 1979 eröffnete Flughafen liegt im Norden Uruguays rund zehn Kilometer südöstlich der Stadt Rivera im gleichnamigen Departamento. Dort befindet er sich nahe der nordwestlich des Flughafengeländes verlaufenden Grenze zu Brasilien. Wenige Kilometer westlich verläuft die Ruta 27, über die Anschluss an die Ruta 5 in Richtung Montevideo besteht. In der Nähe des Flughafens findet sich ein Berg, der in seinem Erscheinungsbild einem Hut ähnelt. Daher rührt die Alternativbezeichnung Aeropuerto Internacional Cerro Chapeau.
Die Landebahn kann eine Last von bis zu 30 Tonnen tragen, was die Nutzung durch Flugzeuge der Größe einer Boeing 737 ermöglicht. Das Flughafen-Terminal ist auf einen Rund-um-die-Uhr-Betrieb für die Betankung mit Jet A1 und Naphtha ausgerichtet und verfügt über eine Einwanderungs- sowie Zollabwicklung.